# Can Quadres de la Timba
Can Quadres de la Timba és una obra de Sant Pere de Ribes (Garraf) protegida com a Bé Cultural d'Interès Local.

## Descripció
Masia situada a xaloc del nucli de Ribes, entre les carreteres B-211 i C-15 B. És un edifici que es compon de dos volums adossats de forma paral·lela, dels quals el de gregal és de major alçada. Consta de planta baixa i pis i té la coberta a dues vessants amb el carener paral·lel a la façana. El volum de gregal té dos portals d'arc escarser arrebossat, un d'ells amb brancals de pedra, i dos finestrals d'arc pla arrebossat al pis. El volum de garbí té accés per un portal d'arc escarser arrebossat, amb una finestra d'arc pla arrebossat per costat i tres més de les mateixes característiques al pis. A cada costat dels volums hi ha adossades escales exteriors que permeten accedir als pisos superiors. A la façana de garbí s'hi ha afegit un porxo amb pòrtics d'arc de mig punt, amb la part superior habilitada com a terrassa. La façana posterior s'ha reformat amb un cos modern de dos nivells d'alçat i coberta plana. El ràfec de la façana principal està acabat amb una imbricació de rajols i teules ceràmiques. L'acabat exterior és arrebossat i pintat de color blanc. Entorn la masia hi ha diverses dependències annexes, algunes de les quals alberguen els cups, que juntament amb el baluard tanquen la casa.També es coneix com a Can Quadres de la Riera. La masia s'ha dividit en diverses vivendes.

## Història
Can Quadres és una casa d'origen medieval, de la qual se'n conserven arcades gòtiques. La masia va ser ampliada durant el segle xviii fins a adquirir l'aspecte actual. Segons consta en el llibre d'Apeo de l'any 1847, la masia pertanyia a Christobal Cuadras i Milà, també propietari del Maset d'en Quadres. Durant la Guerra Civil s'hi van refugiar diverses famílies de Madrid.